# 高瀬春奈
高瀬 春奈（たかせ はるな、1954年〈昭和29年〉1月3日 - ）は、日本の女優。神奈川県横浜市港南区大岡出身。血液型はA型。2人兄妹の長女（兄1人）。フェリス女学院高等部・早稲田大学第一文学部演劇科卒業。

## 来歴・人物
2人兄妹の長女。文学座養成所13期生（1973年 - 1975年）。早稲田大学在学中に福田善之演出の演劇・自主制作映画（『僕は腕を折った』、1975年）などで役者としての活動を始めた。1977年、連続テレビ小説『いちばん星』でデビューするも、ヒロイン・佐藤千夜子役を体調不良により途中降板。1981年の千葉真一主演映画『魔界転生』でも、細川ガラシャ役が決まっていたものの病気により降板するなど、抜擢された役を棒に振ってしまう。
その後は樋口可南子との共演でレズに溺れる若妻を演じた『卍（まんじ）』（1983年）、太宰治と山崎富栄の心中事件を扱った日活ロマンポルノ『武蔵野心中』（1983年）、伊丹十三の監督デビュー作であり、山﨑努との青姦シーンを体当たりで演じた『お葬式』（1984年）、テレビドラマでは、ハードなレイプ描写の連続が話題をさらったザ・サスペンス『陰の告発者』（1984年）などが代表作である。豊満な肢体、魅力的な美尻を武器とした妖艶な演技で、「濡れ場の女王」と評された。
この時期、雑誌グラビアでもヌードを披露しており、女優のヌードカレンダーを人気景品にしていたスコッチ・ウイスキー「カティーサーク」の1984年カレンダーガールに選ばれているが、ヌード写真集自体は発表していない。このほかには『あげまん』（1990年）、『大病人』（1993年）などの映画をはじめ、大河ドラマ、2時間ドラマ、演劇、トークショーなどでも活躍した。
サラリーマンの夫と結婚して以降、専業主婦に専念している。

## 出演

### 映画
- 僕は腕を折った（1975年）
- 青春の門 自立篇（1977年）
- ダイアモンドは傷つかない（1982年）
- 卍（まんじ）（1983年）
- 武蔵野心中（1983年）
- すかんぴんウォーク（1984年）
- お葬式（1984年）
- 火まつり（1985年）
- まんだら屋の良太（1986年）
- 妖女伝説'88（1988年）
- 女帝 春日局（1990年）
- あげまん（1990年）
- ハネムーンは無人島（1991年）
- 大病人（1993年）
- Dolphin Through ドルフィン・スルー（1997年）
- コキーユ 貝殻 （1998年）
- man-hole（2001年）
- IZO（2004年）
- ドッグファイター ごろつき刑事（2004年）
- JOHNEN 定の愛（2008年）

### テレビドラマ
- 連続テレビ小説 いちばん星（1977年、NHK総合）
- 晴れのち晴れ（1977年 - 1978年、TBS）
- 東芝日曜劇場（TBS）
  - 湯けむり男地獄（1977年、RKB毎日放送）
- 雨のしのび逢い（1978年、テレビ朝日）
- Gメン'75 第193話「網走刑務所吹雪の大脱走」・第194話「銀嶺を行く網走脱獄囚」（1979年、TBS） - 橋本乃里子
- 広き迷路（1979年、フジテレビ）
- 芳べえ物語（1979年、フジテレビ）
- 大江戸捜査網 第3シリーズ（1980年、12ch）火車おもん役
  - 第331話「晴れ姿おんな隠密一番纏」
  - 第332話「そこつ長屋に春が来た」
  - 第333話「おっかさんの唄が聞こえる」
  - 第334話「女三味線わかれ唄」
  - 第335話「笑いを売る男の涙」
  - 第336話「消えた一万両の花嫁」
- ドラマ人間模様 もうひとつの道（1980年、NHK総合）
- 土曜ナナハン学園危機一髪 青春スキャンダル（1980年、フジテレビ）
- 少年ドラマシリーズ ぼくとマリの時間旅行（1980年、NHK総合）
- 木曜ゴールデンドラマ（よみうりテレビ）
  - 女たちの他国 愛と炎の山河（1980年）
  - 夫婦関係（1986年）
  - 娘からの宿題[要出典]（1990年）
- 必殺仕舞人 第2話「さんさ時雨は涙雨 - 仙台 -」（1981年、朝日放送） - 志乃
- 影の軍団II 第14話「闇にきらめく美女」（1982年、関西テレビ） - 紫みゆき役
- 鬼平犯科帳 第3シリーズ 第20話「市松小僧」（1982年、テレビ朝日） - おまゆ
- 太陽にほえろ! 第519話「岩城刑事 ロッキーにて殉職」・第520話「野崎刑事 カナダにて最後の激走」（1982年、日本テレビ） - 北沢光子
- 日立テレビシティ ランドセルと目玉焼き（1983年、TBS）
- 緑色の詩（1983年、札幌テレビ）
- 愛の流浪 啄木青春の足跡（1983年、日本テレビ）
- 鹿鳴館物語（1984年、日本テレビ）
- 生きて行く私（1984年、毎日放送）
- 必殺仕事人IV 第26話「主水 外で子供をつくる」（1984年、朝日放送） - お涼役
- ザ・サスペンス 陰の告発者（1984年、TBS）
- 月曜ワイド劇場（テレビ朝日）
  - 嫁と姑・泥沼のたたかい（1984年）
  - 実録シリーズ 重婚・二人の夫を持つ女 〜奈良－東京、人妻は新幹線で変身する〜（1985年）
  - 温泉街の聖母たち 男なんて何さ、でも好き! ママさん芸者のお座敷ヨイショ作戦!!（1985年）
- 金曜女のドラマスペシャル 妻の知らない夫の秘密（1984年、フジテレビ）
- 土曜ワイド劇場（テレビ朝日）
  - 女たちの森 夫婦交換殺人 嵐山の仮面のお茶会!?（1984年）
  - ドライバースクール殺人事件 美人妻が夫の留守に…血塗られた不倫願望（1991年）
  - ダイエット三姉妹の旅情事件簿（1） 雪の五箇山合掌村から消えた花嫁 お小夜伝説と秘境大牧温泉の秘密（1997年、朝日放送）
  - ダイエット三姉妹の旅情事件簿（2） 小樽オタモイ海岸伝説殺人 オルゴールに泣く子宝地蔵の秘密（1998年、朝日放送）
  - 新・赤かぶ検事奮戦記（8） 飛騨白川郷映画ロケ殺人事件 スター夫婦の醜い争いが惨劇を招く（1999年）
  - ダイエット三姉妹の旅情事件簿（3） みちのく七時雨山鬼女伝説殺人 白骨と美人画の秘密（1999年、朝日放送）
  - ダイエット三姉妹の旅情事件簿（4） 釧路湿原つる姫伝説殺人 SL列車が雪原を走る! 摩周湖－阿寒湖－川湯温泉－硫黄山（2000年、朝日放送）
  - 冬の旅情サスペンス ダイエット三姉妹の旅情事件簿（5） 函館大沼龍神伝説殺人 ワカサギ釣りの穴から美女の死体!（2001年、朝日放送）
  - 温泉 (秘) 大作戦（12） 北海道洞爺湖に渦巻く美人三姉妹の陰謀!?花嫁殺人に秘められた愛と憎しみの25年!（2013年、朝日放送） - 原田加代子役
- 水曜ドラマスペシャル（TBS）
  - 夫婦の記憶 私の子はいじめっ子?（1985年）
  - 人妻三人密会の宿 舟で行く秘湯大牧温泉から合掌造りの里へ（1986年）
- 別れの時（1985年、毎日放送）
- 木曜劇場 女は男をどう変える（1986年、フジテレビ）
- 月曜ドラマランド セーラー服応援団! 乙女白書（1986年、フジテレビ）
- 月曜ミニワイド劇場 男上手女上手 あなた不倫してみない!?（1986年、テレビ朝日）
- 夢の大地（1986年、NHK総合）
- 水曜グランドロマン（日本テレビ）
  - 愛の矢車草（1989年）
  - 男三昧女三昧 男と女はなぜ別れない、いい女が来た、いい男が来た、現代男女交換絵図（1989年）
  - シリーズ離婚（2） 単身家庭の呪い（1990年）
- 大河ドラマ（NHK総合）
  - 春日局（1989年）
  - 秀吉（1996年）
- 直木賞作家サスペンス 魔除け（1989年、関西テレビ）
- 火曜スーパーワイド 山瀬まみのフリーアルバイター物語（1989年、テレビ朝日）
- 男と女のミステリー（フジテレビ）
  - 女優夏木みどりシリーズ（2） 女友だち同窓会殺人事件（1989年）
  - 特別企画 天皇陛下の野球チーム（1990年）
- 土曜ドラマスペシャル 夏の特選サスペンス 蝮のようなレディ（1989年、TBS）
- 月曜・女のサスペンス 愛の死角（1989年、テレビ東京）
- ドラマチック22（TBS）
  - 渋谷・青春坂・ラブホテル（1990年）
  - 危険な女（1991年）
- 西村京太郎サスペンス 脅迫者（1990年、関西テレビ）
- 現代推理サスペンス ねじれた偶像（1990年、関西テレビ）
- 外科病棟の陰謀（1992年、TBS）
- 福井さんちの遺産相続（1994年、関西テレビ）
- 火曜サスペンス劇場（日本テレビ）
  - 当番弁護士（6） 同窓会の夜と結婚記念日の夜、一人の女を争った二人の男が殺された（1998年）
  - 淫らなやつら 殺人容疑の男が警察署内で変死し、2日後担当の刑事が拳銃自殺した（1999年）
- BSドラマ 鶴亀ワルツ（1998年、NHK BS2）
- ドラマ愛の詩（NHK教育）
  - ズッコケ三人組（1999年）
  - ズッコケ三人組2（1999年）
  - ズッコケ三人組3（2001年）
- 月曜ドラマスペシャル 万引きGメン二階堂雪（3） 虚栄心 女の見栄とプライドが連続殺人を招く!?（1999年、TBS）
- ドラマ愛の詩スペシャル ズッコケ三人組VS双子探偵〜光の世界へ翔べ〜（2001年、NHK教育）
- 女と愛とミステリー（BSジャパン）
  - 夏樹静子サスペンス 駅に佇つ人 石巻日和山殺人事件（2002年）
  - 内田康夫サスペンス 和泉教授夫妻シリーズ（2） 湯布院殺人事件 遺産相続をめぐる殺人連鎖（2002年）
  - 北アルプス山岳救助隊・紫門一鬼（6） 白馬乗鞍岳の殺意 遭難した7人の女たち! 仲良しパーティの裏側に潜む嫉妬と欲望!（2004年）
- オヤジ探偵2 第8話「モクヨウ・ナイト・フィーバー」（2002年、テレビ朝日）
- テレビ放送50周年記念ドラマ 川、いつか海へ 6つの愛の物語（2003年、NHK BShi）
- 金曜時代劇 御宿かわせみ〜第二章〜 第6話「美男の医者」（2004年、NHK総合）
- かあちゃんが来た（2006年、NHK総合）
- 木曜時代劇 陽炎の辻〜居眠り磐音 江戸双紙〜（2007年、NHK総合）
- 土曜ドラマ トップセールス 第4話「絆」（2008年、NHK総合）
- 土曜時代劇 陽炎の辻3 〜居眠り磐音 江戸双紙〜（2009年、NHK総合）
- 正月時代劇 陽炎の辻 〜居眠り磐音 江戸双紙〜 スペシャル 海の母（2010年、NHK総合）

### CM
- ハウス食品 つけ麺（1977年 - 1978年） - はらたいらと共演
- 大正製薬 リポビタンD（1977年 - 1980年） - 親指1本でキャップが回転し外れるシーン
- ロート製薬 新パンシロン - 新パンシロンの袋を1本ずつ取るシーン
- 佐藤製薬
  - ストナエースカプセル（1982年） - 夏木マリと共演
  - ユンケル黄帝液（1984年 - 1985年）
- マルサンアイ 豆乳（1983年 - 1984年） - 桂文珍と共演

### 演劇
- 2050年の青い鳥（1998年）
- 円都（イエンタウン）（1998年）
- プレイハウス・クリーチャーズ（1999年）
- Annie（2000年）[6]
- ブルースな日々 Oh! 神様（2000年）
- 大江戸物語（2000年）
- 女狐（2002年）